# Port-aux-Français
Port-aux-Français è una stazione tecnica e scientifica permanente nelle isole Kerguelen, creata nel 1950 sulla costa sud della penisola Courbet sul golfo del Morbihan, sulla Grande Terre.

## Storia
Il sito della stazione fu scelto per la sua posizione riparata e per la fattibilità di una pista d'aviazione, che non è stata però mai realizzata.
A partire dal 1955, vi furono installati alcuni macchinari messi a punto in Australia, destinati allo stabilimento di lavorazione del grasso di foca, per conto della "Société industrielle des abattoirs parisiens" (Sidap).
All'interno del fabbricato industriale fu celebrato il primo matrimonio delle Kerguelen il 16 dicembre del 1957, tra il giovane imprenditore Marc Péchenart, con Martine Raulin.
Alcuni macchinari furono installati il giorno dopo.
Lo stabilimento ebbe breve durata e fu abbandonato nel 1960, i macchinari in parte furono trasportati all'Isola di Reunion nel 2005, ma alcuni furono abbandonati sul posto.

## Organizzazione

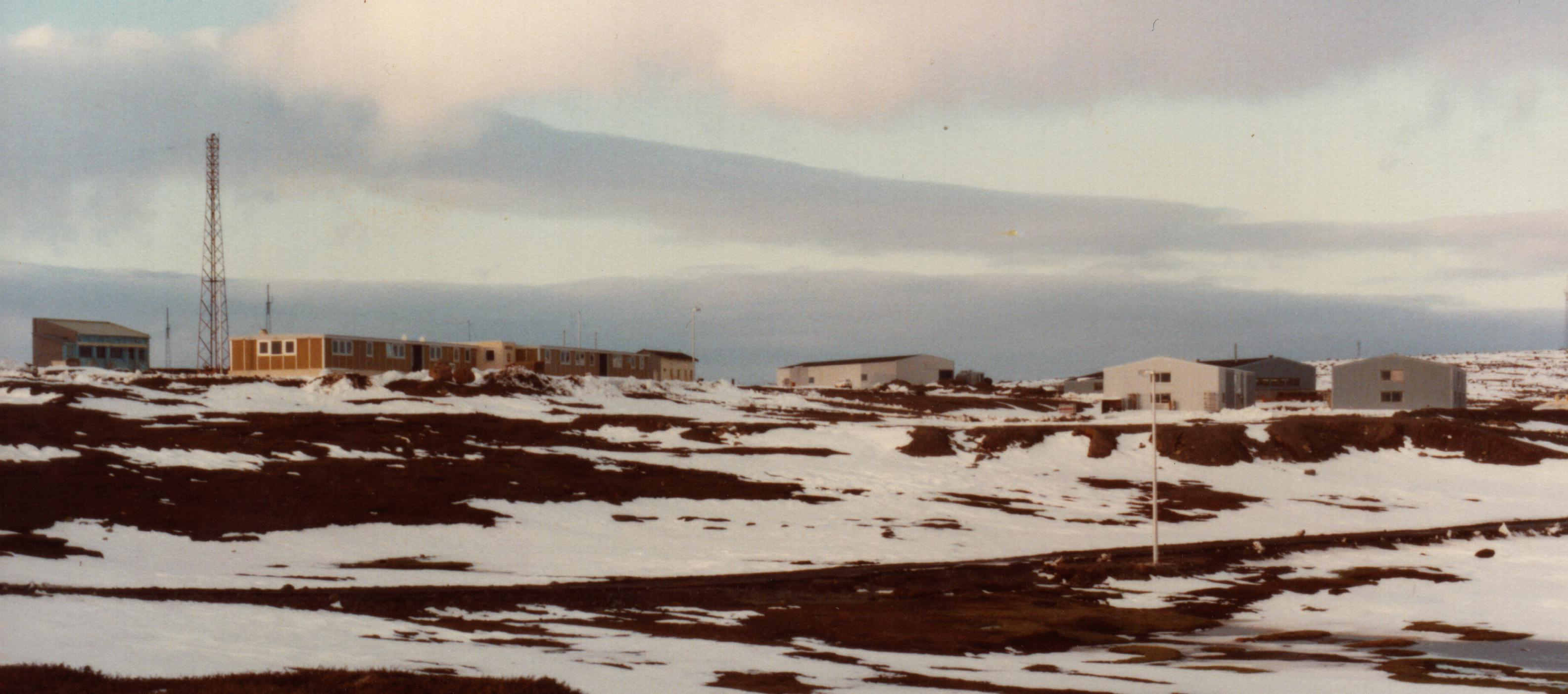
Vista parziale della Base nel 1983.

La stazione dispone di un porto in acque poco profonde e di una banchina per lo scarico delle navi merci che fanno la spola con le navi di approvvigionamento. Gli effettivi della base sono in genere 60 persone in inverno e fino a 120 in estate. Oltre agli equipaggiamenti logistici necessari al suo funzionamento, comprende laboratori scientifici (biologia, geofisica) e installazioni tecniche (meteorologia, telecomunicazioni, etc.), oltre a un piccolo ospedale. Vi si trova anche una chiesa, detta Notre-Dame des Vents. 

## Clima
Port-Aux-Français, secondo la classificazione dei climi di Köppen, ha il clima della tundra moderato mitigato dall'oceano (ET). Le temperature non subiscono troppo una variazione nel corso dell'anno, raggiungendo difficilmente i 19°C o scendendo sotto i -7°C. 
Febbraio è il mese più caldo con la media di 8,6°C con massimo di 12,3°C di giorno e 4,9°C di notte. Luglio è il mese più freddo con una media mensile di 2,2°C e massime medie di 5°C e minime di -0,5°C. Rare in estate e probabili in inverno, le nevicate si sono registrate in ogni mese.    
Il 20 marzo 2021 furono registrati -2,2°C di minima battendo il record storico del 2 marzo 1950.
Il giorno 5 giugno 2023 con 14,9°C si sono battuti i 14,5°C del 3 giugno 1969. Il 21 febbraio 2023 si sono registrati 24°C battendo il precedente record storico del mese 23,6°C del 4 febbraio 2001.
Il record di temperatura più bassa è stata di -9,5°C registrata l'11 agosto 2014, che ha battuto di appena -0,1°C il precedente -9,4°C del giugno 1953. Il record delle temperature massima invece è stato battuto il 23 gennaio 1994 di 25,8°C varcando i 23°C del 30 gennaio 1959. 
| Port-Aux-Français (KERGUELEN) (1981-2010)            | Mesi        | Mesi        | Mesi        | Mesi        | Mesi        | Mesi        | Mesi        | Mesi        | Mesi        | Mesi        | Mesi        | Mesi        | Stagioni | Stagioni | Stagioni | Stagioni | Anno    |
| Port-Aux-Français (KERGUELEN) (1981-2010)            | Gen         | Feb         | Mar         | Apr         | Mag         | Giu         | Lug         | Ago         | Set         | Ott         | Nov         | Dic         | Est      | Aut      | Inv      | Pri      | Anno    |
| ---------------------------------------------------- | ----------- | ----------- | ----------- | ----------- | ----------- | ----------- | ----------- | ----------- | ----------- | ----------- | ----------- | ----------- | -------- | -------- | -------- | -------- | ------- |
| T. max. media (°C)                                   | 11,9        | 12,2        | 11,1        | 9,4         | 7,1         | 5,4         | 5,1         | 5,2         | 5,8         | 7,4         | 9,1         | 10,9        | 11,7     | 9,2      | 5,2      | 7,4      | 8,4     |
| T. media (°C)                                        | 8,2         | 8,4         | 7,6         | 6,1         | 4,1         | 2,7         | 2,3         | 2,3         | 2,8         | 4,0         | 5,5         | 7,2         | 7,9      | 5,9      | 2,4      | 4,1      | 5,1     |
| T. min. media (°C)                                   | 4,5         | 4,7         | 4,0         | 2,9         | 1,1         | 0,0         | −0,5        | −0,5        | −0,3        | 0,7         | 1,9         | 3,5         | 4,2      | 2,7      | −0,3     | 0,8      | 1,8     |
| T. max. assoluta (°C)                                | 25,8 (1994) | 24,0 (2023) | 22,3 (1994) | 23,1 (1985) | 16,8 (1984) | 14,9 (2023) | 13,2 (2000) | 15,0 (1951) | 15,8 (2008) | 19,1 (1987) | 19,9 (2002) | 22,1 (1952) | 25,8     | 23,1     | 15,0     | 19,9     | 25,8    |
| T. min. assoluta (°C)                                | −1,5 (2006) | −1,0 (1973) | −2,2 (2021) | −4,4 (1965) | −7,2 (1966) | −8,5 (1971) | −8,9 (1964) | −9,5 (2014) | −7,6 (1997) | −5,1 (1963) | −4,4 (1963) | −3,3 (1965) | −3,3     | −7,2     | −9,5     | −7,6     | −9,5    |
| Giorni di gelo (Tmin ≤ 0 °C)                         | 0,1         | 0,1         | 0,5         | 2,4         | 9,4         | 15,4        | 19,4        | 19,5        | 17,0        | 11,9        | 4,5         | 0,6         | 0,8      | 12,3     | 54,3     | 33,4     | 100,8   |
| Giorni di ghiaccio (Tmax ≤ 0 °C)                     | 0           | 0           | 0           | 0           | 0           | 0,3         | 0,4         | 0,8         | 0,5         | 0,0         | 0,0         | 0,0         | 0,0      | 0,0      | 1,5      | 0,5      | 2,0     |
| Precipitazioni (mm)                                  | 51,1        | 43,8        | 64,9        | 57,9        | 67,3        | 64,7        | 64,0        | 58,9        | 54,1        | 45,3        | 49,4        | 55,8        | 150,7    | 190,1    | 187,6    | 148,8    | 677,2   |
| Giorni di pioggia                                    | 8,4         | 6,7         | 9,3         | 9,1         | 10,8        | 10,2        | 11,1        | 9,7         | 9,1         | 7,8         | 7,9         | 9,3         | 24,4     | 29,2     | 31,0     | 24,8     | 109,4   |
| Giorni di neve                                       | 1           | 0           | 2           | 4           | 6           | 10          | 11          | 13          | 12          | 11          | 7           | 2           | 3        | 12       | 34       | 30       | 79      |
| Giorni di grandine                                   | 0,2         | 0,4         | 0,6         | 0,6         | 0,3         | 0,2         | 0,5         | 0,6         | 0,7         | 0,4         | 0,8         | 0,6         | 1,2      | 1,5      | 1,3      | 1,9      | 5,9     |
| Giorni di nebbia                                     | 0,2         | 0,3         | 0,4         | 0,5         | 0,6         | 0,4         | 0,6         | 0,7         | 0,2         | 0,2         | 0,3         | 0,3         | 0,8      | 1,5      | 1,7      | 0,7      | 4,7     |
| Umidità relativa media (%)                           | 71          | 73          | 74          | 76          | 78          | 80          | 79          | 80          | 77          | 74          | 75          | 70          | 71,3     | 76       | 79,7     | 75,3     | 75,6    |
| Radiazione solare globale media (centesimi di MJ/m²) | 629,15      | 478,37      | 373,17      | 220,71      | 137,18      | 90,29       | 116,58      | 194,42      | 311,6       | 459,19      | 566,2       | 641,78      | 1 749,3  | 731,1    | 401,3    | 1 337,0  | 4 218,6 |
| Ore di soleggiamento mensili                         | 190         | 162,5       | 143,0       | 110,9       | 93,2        | 70,2        | 83,6        | 105,1       | 125,8       | 153,6       | 175,1       | 189,0       | 541,5    | 347,1    | 258,9    | 454,5    | 1 602,0 |
| Vento (direzione-m/s)                                | 9,5         | 9,1         | 9,3         | 9,4         | 9,2         | 9,3         | 9,9         | 10,3        | 10,4        | 10,2        | 9,9         | 9,5         | 9,4      | 9,3      | 9,8      | 10,2     | 9,7     |

Dati meteorologici dell'intera pagina aggiornati ad ottobre 2024

### Il vento[4]
Port-Aux-Français è il luogo fra i più ventosi al mondo accentuato dalla fascia di venti piuttosto intensi e costanti cosiddetta Quaranta ruggenti. 
Il suo record fu tra il 1961 ed il 1980 con una raffica registrata di 290 km/h. 
| Port-Aux-Français                                             | Gennaio         | Febbraio        | Marzo           | Aprile          | Maggio         | Giugno          | Luglio          | Agosto          | Settembre       | Ottobre        | Novembre       | Dicembre        |
| ------------------------------------------------------------- | --------------- | --------------- | --------------- | --------------- | -------------- | --------------- | --------------- | --------------- | --------------- | -------------- | -------------- | --------------- |
| Raffiche record mensili (in km/h) (giorno-anno dall'1/1/1981) | 176.4 (12-1983) | 161.2 (22-2021) | 155.9 (10-2017) | 165.2 (24-2014) | 165.6 (4-2010) | 165.6 (22-2006) | 171.7 (11-2012) | 176.4 (18-1981) | 172.8 (15-2012) | 158.4 (5-1983) | 170.5 (1-2022) | 157.5 (31-2020) |

Si passa dai 2,9 giorni medi di febbraio con raffiche superiori o uguali a 100 km/h agli 8,1 giorni medi di agosto. 
Quindi in tutti i mesi soffia un vento estremo prettamente da Ovest causati da potenti depressioni in libero oceano. 

### Giorni di pioggia
Si riportano i record giornalieri delle precipitazioni 
| Port-Aux-Français                                                     | Gennaio      | Febbraio       | Marzo          | Aprile         | Maggio         | Giugno       | Luglio       | Agosto       | Settembre     | Ottobre     | Novembre      | Dicembre       |
| --------------------------------------------------------------------- | ------------ | -------------- | -------------- | -------------- | -------------- | ------------ | ------------ | ------------ | ------------- | ----------- | ------------- | -------------- |
| Precipitazione record giornaliera (in mm) (giorno-anno dall'1/1/1950) | 69 (10-2018) | 73.4 (26-1982) | 45.4 (28-1999) | 71.3 (23-2017) | 101.3 (6-1953) | 57 (24-1993) | 45 (16-2017) | 59 (26-2019) | 52.5 (6-1954) | 45 (8-2023) | 44.2 (7-1956) | 41.4 (22-1955) |